# Catherine et Liliane
 (février 2015).
Si vous disposez d'ouvrages ou d'articles de référence ou si vous connaissez des sites web de qualité traitant du thème abordé ici, merci de compléter l'article en donnant les références utiles à sa vérifiabilité et en les liant à la section « Notes et références ».
Catherine et Liliane, également appelé La Revue de presse de Catherine et Liliane lors des premières saisons, est une shortcom humoristique française composée de sketchs (ou intermèdes) de scènes satiriques sur des points d'actualité du jour écrits et interprétés par Alex Lutz et Bruno Sanches. Dans un premier temps diffusée dans le cadre de l'émission de Yann Barthès, Le Petit Journal sur Canal+ chaque vendredi pour la saison 2012-2013, le format devient quotidien à partir de la saison 2013-2014. À partir de la saison 2016-2017, à la suite du départ de l'équipe originale du Petit Journal, le programme s’émancipe dans une version quotidienne. Comme d'autres programmes de la même chaîne, il est diffusé en Belgique et au Luxembourg sur la version locale de Canal+, devenue Be 1 en 2004. Le programme prend fin en juillet 2019.

## Concept
L'idée du tandem perruqué a vu le jour en 2010 sous le nom de J'ai envie de vous dire, dans l'émission de Stéphane Bern, Comment ça va bien, sur France 2. Elle a été reprise pour Le Petit Journal sur Canal+ en 2012.
Deux secrétaires de la rédaction, Catherine (Alex Lutz) et sa collègue, Liliane (Bruno Sanches), épluchent et commentent l'actualité des gens du monde du spectacle, de la politique et du sport qui font les échos de la presse, avec dérision sous forme de petites pastilles humoristiques.
Catherine, la blonde, la « cheffe » de tête et Liliane, la rousse (brune parfois), qui se fait remarquer par ses commentaires un peu intrusifs parfois et en faisant moult blagues qui relèvent de la contrepèterie et du jeu de mots auxquels Catherine n'est pas indifférente. Souvent, l'une répète ce que l'autre dit, ce qui engendre une compétition pour avoir le dernier mot. Elles sont très complices, il y a des moments pourtant où Catherine néglige Liliane quand un collègue du Petit Journal passe dans les parages. Elles restent cependant deux grandes amies qui font tout ensemble et qui adorent se partager des anecdotes cocasses.
Leurs relations avec les membres de l'équipe du Petit Journal sont bonnes même si Yann Barthès vient les taquiner de temps à autre. Liliane a une fascination pour Maxime Musqua et pour tous les autres collègues plutôt jeunes et toute pudibonde soit elle, se lâche quant à sa vie sexuelle, ce qui a le don d'exaspérer Catherine qui l'arrête net. En revanche Catherine apprécie le réconfort de Liliane, quand Ophélie Meunier, plus jeune qu'elles, attire inconsciemment les regards et que Catherine se sent rabaissée sur son physique.
Déjà souligné dans la saison 3, elles commencent à afficher leur dégoût et haine pour Yann dans la saison 4, en le dénonçant à Vincent Bolloré, nouveau directeur des programmes à Canal+.
Leurs personnages caricaturent les femmes de 40-50 ans au travail avec les clichés qui s'imposent : le bureau rempli de babioles et souvenirs de voyages (poupées russes et autres tour Eiffel), le PC portable mi-ouvert, la critique de leurs collègues de travail ou des célébrités de la presse people.
Comme les acteurs interprétant leurs personnages, Catherine vient d'Alsace, dont elle reprend parfois l'accent, alors que Liliane est d'origine lusitanienne et parle le Portugais.
Il est fréquent que, le vendredi, leur revue de presse commence par une chanson. Elles sont parfois nostalgiques de l'époque où elles travaillaient sur France 3.
En janvier 2015, à la suite de l'attentat contre Charlie Hebdo, une émission spéciale a été réalisée où l'on voit les véritables visages des deux protagonistes avant qu'ils ne se maquillent.
Le 29 avril 2015, pour la promotion du film Le Talent de mes amis, projet personnel du trio (avec Tom Dingler), Yann Barthès propose une présentation sur ce qui est « les employés du mois » de l'équipe de l'émission. Catherine et Liliane sont d'abord invitées à l'émission avant de voir les véritables acteurs qui jouent leur rôle. Un making-of de la chronique est ensuite diffusé, ce qui permet de présenter en même temps les locaux du Petit Journal.
Le 23 juin 2016, jour de la dernière, on voit dans la pastille du jour (un peu plus courte que d'habitude) Catherine et Liliane mettre leurs affaires dans des cartons tout en discutant de la fin du Petit Journal. Elle se termine finalement par la « disparition » comme par magie des deux protagonistes puis d'un plan sur les deux sièges vides, puis l'extinction des lumières.

## Programmation

### Saison 1 (2012-2013)
La saison 1 de Catherine et Liliane est diffusée entre 2012 et 2013 tous les vendredis soir durant l'émission Le Petit Journal.

### Saison 2 (2013-2014)
Catherine et Liliane est renouvelée pour une deuxième saison en septembre 2013, mais cette fois-ci les épisodes sont diffusés du lundi au vendredi durant l'émission du Petit Journal. 

### Saison 3 (2014-2015)
Catherine et Liliane est renouvelée pour une troisième en septembre 2014, toujours lors d'une pastille quotidienne.

### Saison 4 (2015-2016)
La saison 4 de Catherine et Liliane est renouvelée et diffusée entre 2015 et 2016, du lundi au vendredi, durant l'émission du Petit Journal. À noter qu'avec le nouveau format du Petit Journal, le générique de cette saison a évolué et les rubriques ne sont plus classées, les intitulés présents sur les jingles entre les sketchs sont masqués. Il y a également une évolution dans les sketchs : habituellement derrière leur bureau, on peut voir Catherine interagir avec un téléphone de service sur son bureau, mais on les voit aussi se lever et évoluer dans l'open space de la rédaction.

### Saison 5 (2016-2017)
À la suite du départ de Yann Barthès du Petit Journal pour TMC, le programme change de format et est désormais diffusé dans une formule quotidienne après le Petit Journal de Cyril Eldin. Ce changement de format est en partie imposé par des raisons légales en raison du changement de producteur. Dans un premier temps une diffusion hebdomadaire dans un format d'une quinzaine de minutes avait été envisagée.
Depuis le lundi 17 octobre 2016, le programme est aussi diffusé sur C8 à 18 h en version courte (60 secondes) et depuis le 24 octobre à 19 h 30 juste avant Touche pas à mon poste !.

### Saisons 6 et 7 (2017-2019)
En septembre 2017, Catherine et Liliane est renouvelée pour une sixième saison, toujours diffusé quotidiennement sur Canal +.
Le programme est interrompu le 5 juillet 2019.

## Rubriques de la revue de presse lors des trois premières saisons
Durant les trois premières saisons, Catherine et Liliane font une revue de presse humoristique et décalée, avec plusieurs rubriques :
- France : l'actualité des personnalités françaises ou l'actualité en France.
- People : les « potins » sur les célébrités à la une.
- Polémique : les principales actualités faisant débat sur le moment.
- Sport : l'actualité sportive, plus orientée sur les sportifs et leurs « fautes » de parcours.
- Tendances : les nouvelles tendances.
- Scoop : ce qui peut faire le buzz en ce moment.
- Politique : points de vue autour des faits politiques et des politiciens.
- International : ce qui se passe dans le monde, pas toujours politique, souvent dans le showbiz.
- Culture : actualité des arts, analyses sur les œuvres littéraires, cinématographiques, musicales... pas forcément classiques !
- Faits divers : scandales, terrorisme, actualité des faits divers, en bref.

## Distribution
Principaux
- Alex Lutz : Catherine Jablasy
- Bruno Sanches : Liliane Quinte

Occasionnels

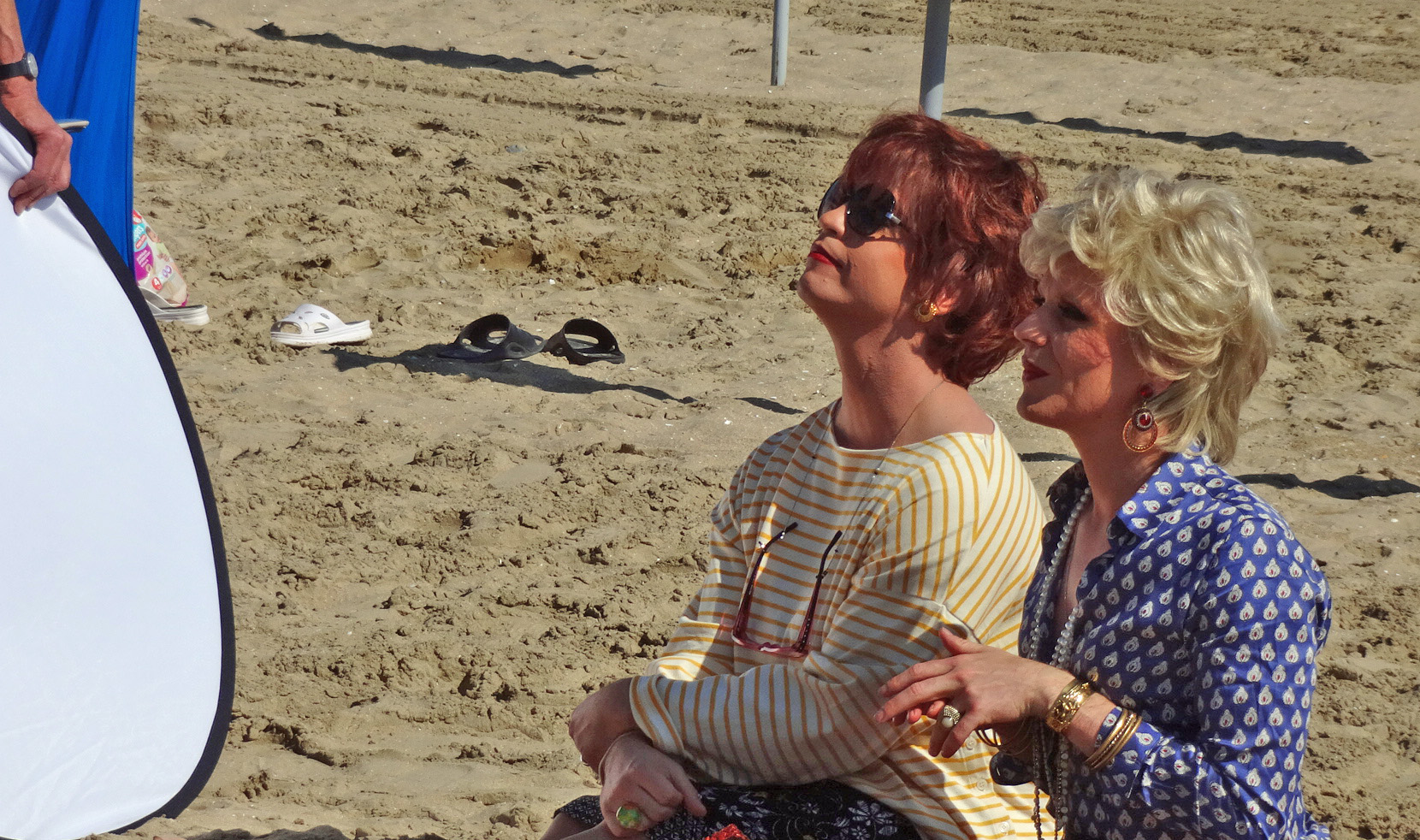
Tournage à Deauville en 2017.

- Tom Dingler : Thibaut, un collègue
- Yann Barthès : lui-même (jusqu’en juin 2016)
- Catherine Hosmalin : divers personnages

Guest stars interprètant un rôle
- Laurent Lafitte : Marina, une des amies de Catherine mais qui méprise Liliane (un personnage qui apparaît occasionnellement depuis fin décembre 2013)
- François Morel : Patricia, la sœur de Liliane (le personnage apparaît plusieurs fois)
- Franck Dubosc : Annick, une amie de Liliane, productrice de film X (le personnage apparaît plusieurs fois)
- Jérôme Commandeur : 
  - Sandrine, charcutière-traiteur, amie de Catherine
  - Alain, mari de Sandrine (le personnage apparaît plusieurs fois)
- Valérie Lemercier : 
  - Fioline, fille de Rodolphe Belmer (directeur général de l'antenne)
  - Joy, instructrice de yoga ("joyga") de Catherine
- François-Xavier Demaison :
  - un vendeur, attiré par Liliane
  - un coach sportif, attiré par Liliane
- Line Renaud : la mère de Catherine
- David Salles : un dealer de sucre

Guest stars jouant dans une parodie
- Camille Chamoux : Virginie Latorre, actrice dans Je vous salue Anne-Marie (parodie de série télévisée)
- Géraldine Nakache : la mère dans une parodie des  Parapluies de Cherbourg
- François Vincentelli : capitaine Martial Marceau, personnage de  Trouble X (parodie de série de science-fiction)

Guest stars dans leur propre rôle
- Pierre Arditi
- Daniel Auteuil
- Jennifer Ayache
- Thierry Beccaro
- Alice Belaïdi avec Louise Bourgoin
- Malik Bentalha
- Lola Bessis
- Benjamin Biolay
- Louise Bourgoin avec Alice Belaïdi
- Brigitte (trois fois pour Noël)
- Daphné Bürki
- Yves Calvi
- Antoine de Caunes
- Claire Chazal
- Julien Clerc (deux fois)
- Les Coquettes
- Cristina Córdula
- Camille Cottin
- Audrey Dana
- Dani
- Julien Doré
- Pascal Elbé (au théâtre)
- Nicolas Ghesquière (dans la boutique Vuitton de Cannes)
- Philippe Gildas
- Guillaume Gouix (avec Félix Moati au théâtre et avec Alysson Paradis)
- Charlotte Le Bon
- Mario Luraschi (mi-fiction, mi-réalité)
- Enrico Macias
- Sophie Marceau
- Pierre Ménès
- Félix Moati (avec Guillaume Gouix au théâtre)
- Nelson Monfort (à Roland-Garros et dans la cafétéria de Canal)
- Palmashow
- Manu Payet : amant de Catherine, finalement éconduit (plusieurs épisodes)
- Alysson Paradis (seule et avec Guillaume Gouix)
- Victor Robert
- Sting
- Omar Sy

Il faut une heure de maquillage pour qu'Alex Lutz et Bruno Sanches se transforment en Catherine et Liliane.

## Divers
- Un gimmick extrait du générique de Casino Royale composé par Herb Alpert & The Tijuana Brass est utilisé pour les transitions[7],[8] lors des saisons 3 et 4.
- Un épisode de la série d’animation 50 nuances de Grecs, intitulé « Catherine et l’Iliade », fait intervenir Catherine et Liliane (reprises par Alex Lutz et Bruno Sanches), en train de deviser autour d’Hélène et de la guerre de Troie.
- Le duo s'est reformé en 2023 à l'occasion de la 48e cérémonie des César.